# Madhubani

Stadens och distriktets läge i Bihar.

Madhubani (bengali: মধুবাণী) är en stad i den indiska delstaten Bihar, och är huvudort för ett distrikt med samma namn. Folkmängden uppgick till 75 736 invånare vid folkräkningen 2011, med förorter 82 806 invånare.